# SN 2004hh
SN 2004hh – supernowa typu Ia odkryta 20 listopada 2004 roku w galaktyce A020625-0438. W momencie odkrycia miała maksymalną jasność 21,40m.